# Naturales quaestiones
Naturales quaestiones (poslovenjeno Prirodoslovni problemi) je latinsko delo filozofije narave, ki ga je napisal Seneka okoli leta 65 n. št. Senekovo delo ni sistematična enciklopedija, kot je Naturalis Historia Plinija starejšega, vendar predstavlja eno redkih rimskih del, posvečenih raziskovanju naravnega sveta. Senekova raziskava poteka predvsem skozi upoštevanje pogledov drugih mislecev, tako grških kot rimskih, čeprav ni brez izvirnih misli. Ena najbolj nenavadnih značilnosti dela je Senekova artikulacija naravne filozofije z moralizirajočimi epizodami, za katere se zdi, da nimajo veliko skupnega s raziskavo. Pogosto se namiguje, da je bil namen  kombinacije etike in filozofske 'fizike' prikazati tesno povezavo med tema dvema deloma filozofije v skladu z mišljenji stoicizma. 

## Datum
Najzgodnejši mogoči datum objave dela je leto 60. Na splošno velja, da je bilo objavljeno okoli leta 62 do 64.

## Vsebina
Delo Naturales Quaestiones je bilo posvečeno prokuratorju Sicilije Luciliju mlajšemu:
Zavedam se, Lucilij, odlični mož, kako velik je podvig, katerega temelje postavljam na stara leta, zdaj ko sem se odločil prepotovati svet, iskati njegove vzroke in skrivnosti ter jih predstaviti drugim.
Izvirno delo je obsegalo osem knjig, vendar knjigi o Nilu (Knjiga 4a) manjka drugi del, knjigi o toči in snegu (Knjiga 4b) pa prva polovica. Ti dve knjigi sta zdaj združeni v Knjigo 4. 
Obstoječih sedem knjig obravnava naslednje pojave:
1. meteorji, haloji, mavrice, parheliji in drugo
2. grmenje in strele (teorija neviht[5])
3. voda; knjiga vsebuje tudi opise rimskih toplotnih izmenjevalcev, imenovanih  dracones ali miliaria, in opis potopa
4. Nil (4a); toča, sneg in led (4b); (teorija toče[6])
5. vetrovi
6. potresi in izviri Nila
7. kometi

Izvirno zaporedje knjig je predmet strokovnih razprav. Več poznavalcev meni, da je bila prva Knjiga 1, in za njo Knjige 4a, 4b, 5-7, 1 in nazadnje Knjiga 2.

## Teme
Delo je študija problemov fizike in meteorologije in eno redkih rimskih del, ki obravnavajo znanstvena vprašanja. Delo ni sistematično, ampak zbirka dejstev o naravi, ki so jih opisali različni grški in rimski avtorji, od katerih so mnoga zanimiva. Po delu so raztresene moralne opazke. Zdi se,
da je delo iskanje temelja za etiko v poznavanju narave. V njem je neizpodbiten preplet etičnih pomislekov in vprašanj narave (fizike).
Stoiki so že v zgodnji zgodovini imeli telos (cilj) svojih prizadevanj za kata fisin (v skladu z naravo). Skladno s tem  so bile za Seneko vrline človeka odvisne od njegovega naravnega vedenja. Najvišja dobrina oziroma krepost je živeti "po svoji naravi" (secundum naturam suam vivere), kar se je nanašalo tako na naravo na splošno kot na lastno prirojeno naravo.
Seneka je bil v zgodnjem delu Neronove vladavine njegov svetovalec. Preden je padel v nemilost, je v Naturales quaestiones Nerona štirikrat pohvalil, sicer pa je menil, da bi spodbujanje aktivnega zanimanja za znanost pri Neronu koristilo cesarjevi moralnosti.

## Kasnejša zgodovina
Znana zgodovina besedila se začne v 12. stoletju. Kopijo dela, ki je prej pripadala Rodolphusu Agricoli, humanistu iz 15. stoletja, je posedoval Erazem Rotterdamski.
Prva izdaja (editio princeps) je bila objavljena v Benetkah leta 1490.  